# Gostiņi
Gostiņi (historyczne nazwy: Trentelberga, Dankari) – część miasta Pļaviņas, położonego na Łotwie. W latach 1830–1956 samodzielne miasto.

## Historia
Podczas okupacji hitlerowskiej, 28 czerwca 1941 roku Niemcy utworzyli getto dla żydowskich mieszkańców. Przebywało w nim około 250 osób. 31 lipca 1941 roku Niemcy ostatecznie zlikwidowali getto, a Żydów zamordowano w lesie oddalonym 8 kilometrów od miasta. Sprawcami zbrodni byli Łotysze z Rygi  z tzw. komando Arajsa oraz miejscowej „samoobrony”.